# Muscatine
Muscatine is een plaats (city) in de Amerikaanse staat Iowa, en valt bestuurlijk gezien onder Muscatine County.

## Demografie
Bij de volkstelling in 2000 werd het aantal inwoners vastgesteld op 22.697. In 2006 is het aantal inwoners door het United States Census Bureau geschat op 22.719, een stijging van 22 (0,1%).
In 2020 was het aantal inwoners gestegen naar 23.797.

## Geografie
Volgens het United States Census Bureau beslaat de plaats een oppervlakte van 46,3 km², waarvan 43,6 km² land en 2,7 km² water. Muscatine ligt op ongeveer 177 m boven zeeniveau.

## Plaatsen in de nabije omgeving
De onderstaande figuur toont nabijgelegen plaatsen in een straal van 20 km rond Muscatine.

## Geboren
- Charles Parham (1873-1929), predikant
- Max Allan Collins (1948), schrijver